# Коренита (река)
Коренита је лева притока Јадра. Захвата површину од 80,58 km². Дугачка је 22,75 km док јој је дужина развођа износи 50,75 km. Лозници припада доњи ток Корените. тече паралелно са Јадром 11 km. Од 1977. до 1984. год. пресечени су меандри и корито је проширено и продубљено.